# Dvojno povečana petstrana prizma
| Dvojno povečana petstrana prizma | Dvojno povečana petstrana prizma             |
| -------------------------------- | -------------------------------------------- |
|                                  |                                              |
| Vrsta                            | Johnsonovo telo J52-J53-J54                  |
| Stranske ploskve                 | 2x2+4 trikotnikov 1+2 kvadratov 2 petkotnika |
| Oglišča                          | 12                                           |
| Robovi                           | 23                                           |
| Konfiguracija oglišča            | 4.5+3.10(3.102) 5(3.4.5.4) 10(3.4.3.10)      |
| Grupa simetrije                  | C2v                                          |
| Dualni polieder                  | -                                            |
| Lastnosti                        | konveksna                                    |
| Slika oglišč                     |                                              |

Dvojno povečana petstrana prizma je eno izmed Johnsonovih teles (J53). Kot kaže ime, jo lahko dobimo z dvojnim povečanjem petstrane prizme s tem, da ji prilepimo kvadratne piramide (J1) na dve nesosednji ekvatorialni stranski ploskvi. Telo, ki ga dobimo s tem, da ju prilepimo na dve sosednji ekvatorialni ploskvi, ne dobimo Johnsonovega telesa.